# Naruto: Gekitō Ninja Taisen! 3
Naruto: Gekitō Ninja Taisen! 3 est le 3e opus de la série de jeux vidéo de combat Naruto: Gekitō Ninja Taisen, annoncé le 3 août 2004 et sorti au Japon le 18 novembre 2004 sur GameCube. Le jeu est sorti exclusivement au Japon.
Il couvre les arcs de l'examen chūnin à la recherche de Tsunade.

## Système de jeu
Andrew Alfonso d'IGN remarque que ce 3e opus est assez similaire aux deux premiers, conservant les qualités faisant de Gekitō Ninja Taisen un des jeux de combat les plus populaires : facilités de démarrage, et convivialité pour jouer à plusieurs.
Le jeu introduit des nouveaux personnages tels les « ninjas légendaires » Jiraya et Tsunade, ou les genin Temari,  et Chôji Akimichi qui viennent compléter les équipes de 3 de personnages déjà existant dans la version précédentes (Kankurô et Gaara pour Suna, Shikamaru Nara et Ino Yamanaka pour une des équipes de Konoha),.
Les personnages existant dans les opus précédents sous deux formes (comme Kakashi Hatake avec ou sans Sharingan, Naruto Uzumaki ou Sasuke Uchiwa) ont été maintenant combinés, et il est facile de passer d'un mode à l'autre par une simple combinaison de touches. Pour les personnages n'ayant pas deux modes, cette combinaison permet d'activer un nouveau coup spécial.
Un nouveau mode de combat fait également son apparition. Comme dans la série The King of Fighters, il est possible dans trois des batailles d'utiliser des équipes de 3, et de bénéficier ainsi d'une nouvelle attaque spéciale en équipe.